# Water (trigram)
Water is een trigram uit het Chinese Boek der Veranderingen. Het trigram stelt het element water voor.
Het ziet er als volgt uit:
```
-- -- 3 Yin
----- 2 Yang
-- -- 1 Yin

```

Betekenissen van het trigram:
- het element water;
- windstreek: het noorden

Met de trigrammen van de I Tjing kunnen de hexagrammen worden samengesteld.